# Estación Leandro N. Alem (San Martín)
Leandro N. Alem es una estación ferroviaria ubicada en la localidad del mismo nombre, partido de Partido de Leandro N. Alem, Provincia de Buenos Aires, Argentina.

## Servicios
Por sus vías corren trenes de carga de la empresa estatal Trenes Argentinos Cargas.

## Historia
En el año 1886 fue inaugurada la estación, por parte del Ferrocarril Buenos Aires al Pacífico, en el ramal Junín-Alberdi. 